# Донецкое музыкальное училище

Донецкий музыкальный колледж им. С. С. Прокофьева (до 2015 года — Донецкое музыкальное училище (укр. Донецьке музичне училище) — учебное заведение среднего профессионального музыкального образования в Донецке, Украина.

## История
Донецкий музыкальный колледж им. С. С. Прокофьева (тогда Донецкое музыкальное училище) был создан в 1935 году решением Донецкого областного совета. На сегодняшний день является государственным профессиональным образовательным учреждением II уровня аккредитации. Подчинено Министерству культуры самопровозглашённой Донецкой Народной Республики.
Выпускники в зависимости от специализации получают такие квалификации:
- преподаватель музыкальной школы и школы искусств;
- учитель музыки в общеобразовательной школе, лицее и интернате;
- артист оркестра, ансамбля;
- артист и руководитель хора;
- преподаватель музыкально-теоретических дисциплин;
- концертмейстер и др.

## Специализации
Училище ведет подготовку младших специалистов по специальности «Музыкальное искусство» по таким специализациям:
- фортепиано;
- оркестровые струнные инструменты;
- оркестровые духовые и ударные инструменты;
- инструменты народного оркестра;
- вокальное искусство;
- хоровое дирижирование;
- теория музыки;
- музыкальное искусство эстрады.

## Известные педагоги
- Шух, Михаил Аркадьевич — преподаватель музыкально-теоретических дисциплин
- Буевский, Борис Николаевич — преподаватель музыкально-теоретических дисциплин
- Стеценко, Владимир Иванович — преподаватель музыкально-теоретических дисциплин
- Панасенко, Бэлла Ивановна — преподаватель фортепиано
- Самойлова, Дина Ивановна — преподаватель альта
- Куслин Александр Васильевич — директор

## Известные выпускники
- Золотухин Владимир Максович
- Шемчук Людмила Степановна
- Колесников Валерий Владимирович
- Вязовский Владимир Евгеньевич
- Самофалов Вячеслав Михайлович
- Засидкевич Иван Николаевич